# Papaji

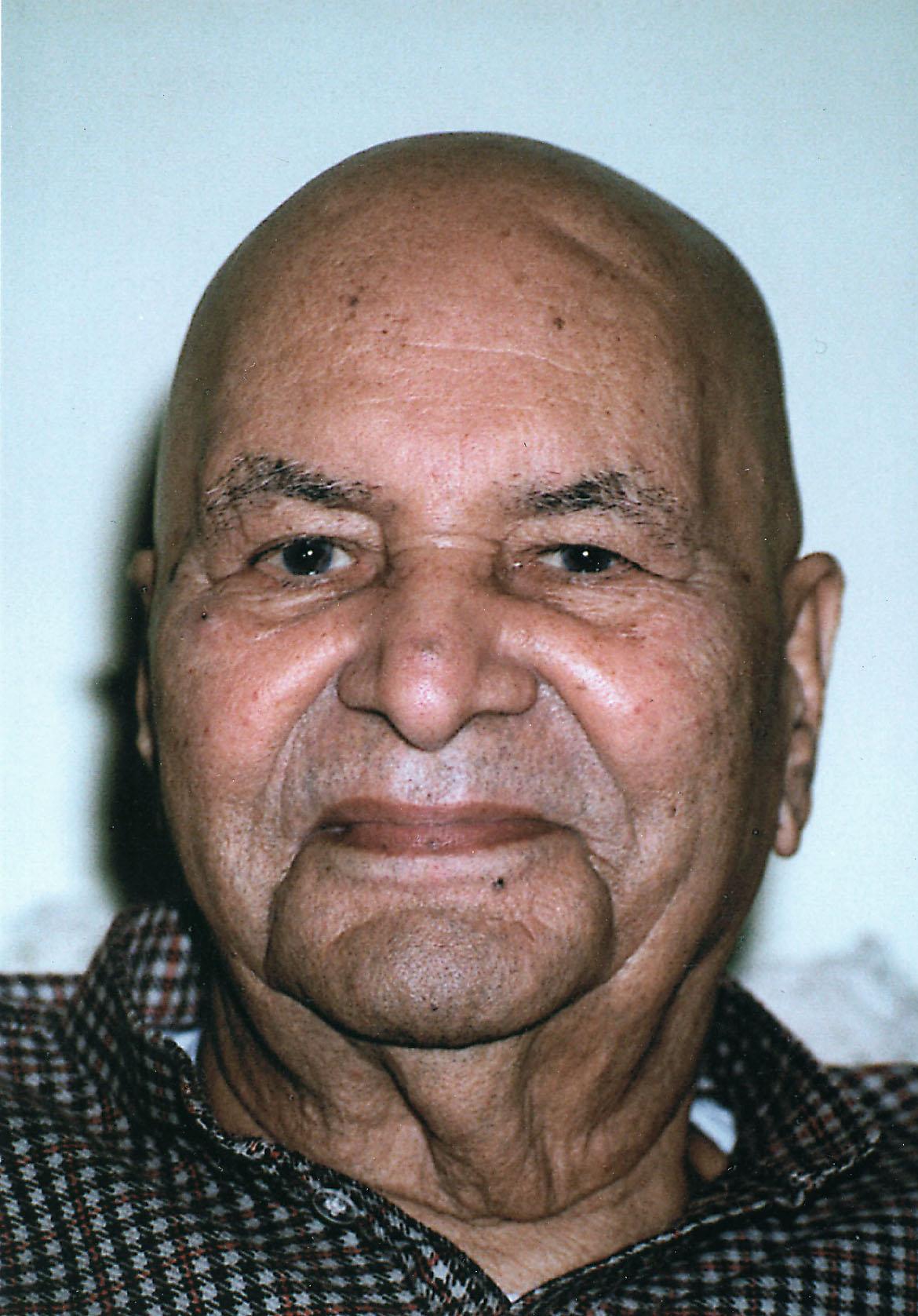
Papaji

Papaji, właśc. Sri HWL Poonja (ur. 13 października 1910 w Gudźranwala, zm. 6 września 1997 w Lucknow) – hinduski nauczyciel duchowy.
Jego matka była siostrą Swami Rama Tirtha, jednego z najbardziej znanych świętych Indii. W dzieciństwie doznawał wielu wizji Boga.
W dorosłym życiu ożenił się, miał dwoje dzieci i był nawet przez jakiś czas żołnierzem armii brytyjskiej. Potajemnie jednak w dalszym ciągu przywiązywał dużą wagę do swoich nauk wyniesionych z dzieciństwa. Po pewnym czasie, gdy cudowne wizje zanikły, Papaji z utęsknieniem poszukiwał ponownie tego stanu. Wiele czasu zajęło mu podróżowanie po Indiach, gdzie prosił różnych nauczycieli, by pokazali mu ponownie Boga.
W momencie, w którym uznał, że jego poszukiwania zakończyły się klęską, wrócił do rodziny w Lyallpur. Pewnego dnia napotkany sadhu powiedział mu, że jedyną osobą, która może pokazać mu Boga, jest żyjący w południowych Indiach Ramana Maharishi. Wkrótce Papaji wyruszył na spotkanie z tym nauczycielem duchowym.
W wieku 31 lat, w roku 1944, Papaji spotkał się z Ramaną. Nauczyciel jednak wskazał mu inną drogę od tej, której spodziewał się Papaji. Zamiast duchowych wizji miał wniknąć w głąb własnej istoty. Wprawdzie Papaji miał głębokie doświadczenie duchowe w czasie rozmowy, ale jednak nie był zachwycony otrzymanymi radami i kontynuował wiarę w Krysznę. Musiał upłynąć pewien czas, zanim Papaji zdecydował się powrócić do Ramany z prośbą, by dalej dawano mu nauki. Któregoś dnia zrozumiał, co tak naprawdę ma do przekazania jego nauczyciel i doświadczył głębokiej przemiany. Opowiadał później, że czuł, jakby jego ciało zostało rozszczepione komórka po komórce, a potem z powrotem połączone w jedną całość.
Przebywał w Indiach do 1947, w którym to roku na skutek podziału Indii Maharishi wysłał go do swojego domu w Pendżabie (Pakistan). Kiedy żegnał się z Ramaną, usłyszał: „Jestem z tobą, gdziekolwiek jesteś”. W późniejszych latach pracował, utrzymując rodzinę i prowadząc nauki duchowe. W 1966 roku przeszedł na emeryturę i spędził bardzo wiele czasu u podnóża Himalajów. W późniejszym okresie osiedlił się w Lucknow, gdzie przyjmował i nauczał ludzi z całego świata aż do swojej śmierci w 1997 roku.

## Przesłanie
Papaji odmawiał identyfikacji z jakąkolwiek religią czy tradycją, a jego bezpośrednie nauczanie zostało uznane za radykalne.
Jego nauczanie było zgodne z tym, co przekazał mu jego guru Ramana Maharishi, a jego styl i sposób nauczania porównywano do różnych nauczycieli zen. Podkreślał często, że nie ma różnicy pomiędzy nauczycielem a uczniem. Często także mówił, że jego słowa mogą jedynie wskazywać ostateczną prawdę, ale nie są ostateczną prawdą, a samo zrozumienie tego bez namacalnego doświadczenia nie wystarczy.
Nauczał samopoznania, poszukiwania prawdziwego siebie i stykania się z tym bezpośrednio. Pomimo faktu, że wielu ludzi po spotkaniu z nim doznawało stanu oświecenia, on odrzucał pojęcie, że to jego zasługa. Do tych osób należą współcześni nauczyciele duchowi, jak chociażby Gangaji, Mooji, Izaak Shapiro, Neelam, Madhukar, Pari, Avinash, Gyandeva, Andrew Cohen, Catherine Ingram, Yudhishtara, Ganga Mira czy David Godman, który po jego śmierci wydawał i redagował między innymi jego biografię.